# Ferreira (Paredes de Coura)
Ferreira ist ein Ort und eine ehemalige Gemeinde (Freguesia) im nordportugiesischen Kreis Paredes de Coura. Die Gemeinde hatte 435 Einwohner (Stand 30. Juni 2011).
Am 29. September 2013 wurden die Gemeinden Ferreira und Formariz zur neuen Gemeinde União das Freguesias de Formariz e Ferreira zusammengeschlossen.